# Sherri Williams
Sherri Williams (Orlando, 14 gennaio 1982) è una pallavolista statunitense.
Gioca nel ruolo di centrale.

## Carriera
La carriera di Sherri Williams inizia quando entra a far parte della squadra di pallavolo femminile University of Florida, con la quale prende parte alla Division I NCAA dal 2000 al 2004, saltando tuttavia la sua prima stagione per un infortunio al ginocchio; nel 2002 raggiunge la Final four, uscendo di scena alle semifinali, mentre nel 2003 giunge fino in finale, sconfitta dalla University of Southern California.
Nella stagione 2005-06 inizia la carriera professionistica nella 1. Bundesliga tedesca, vestendo la maglia del Verein für Bewegungsspiele 91 Suhl per due annate. In seguito gioca per quattro annate in Spagna, vestendo per due stagioni la maglia del Club Voleibol Haro e per altrettante quella del Club Voleibol Tenerife. Si trasferisce nella stagione 2011-12 in Finlandia, dove gioca col Lentopalloseura Kangasala per due campionati, vincendo il primo trofeo della sua carriera, la Coppa di Finlandia.
Nella stagione 2013-14 firma per il Nantes, club della Ligue A francese col quale raggiunge la finale in entrambe le competizioni nazionali e dove resta anche nella stagione seguente.

## Palmarès

### Club
- Coppa di Finlandia: 1

2012

### Premi individuali
- 2003 - All-America Second Team